# Takeshi Urakami
Takeshi Urakami (浦上 壮史 Urakami Takeshi?), född 7 februari 1969 i Tokyo prefektur, är en japansk före detta fotbollsspelare.
Urakami började sin karriär 1988 i Nissan Motors (Yokohama Marinos). 1995 flyttade han till Shimizu S-Pulse. Efter Shimizu S-Pulse spelade han för Kawasaki Frontale. Han avslutade karriären 2004.